# Order Wybitnej Służby (Węgry)
Order Wybitnej Służby, do 1964 Medal Wybitnej Służby (węg. Kivalo Szolgálatért Érdemrend, wcześniej Kivalo Szolgálatért Érdemérem) – odznaczenie wojskowe WRL nadawane żołnierzom w latach 1953–1989 za 15 lat wybitnej służby.
Istniały jego cztery wersje, posrebrzany brązowy medal oraz trzy różniące się lekko wyglądem ażurowe odznaki (czerwona gwiazda z pięcioma promieniami pomiędzy ramionami, ze złoconym wieńcem laurowym wokół i dwoma skrzyżowanymi pepeszami w podstawy, z małym złoconym godłem Rákosiego, a od 1957 z godłem Kadara wewnątrz gwiazdy). W 1964 uzyskał rangę orderu i znacznie ograniczono liczbę jego nadań (od poprzedniej wersji różnił się tym, że promienie pod czerwoną gwiazdą miał srebrne).
Liczba wyróżnionych osób w okresach wg wersji:
- medal w latach 1953–1954: 290 odznaczonych.
- medal w latach 1954–1957: 1 725 odznaczonych,
- medal w latach 1957–1964: 14 259 odznaczonych,
- order w latach 1964–1989: 4 264 odznaczonych.

Jego cywilnym odpowiednikiem był Medal Zasługi Pracy Socjalistycznej, na takiej samej wstążce (czerwona z drobnymi paseczkami pośrodku tworzącymi wzór biało-zielony-biało-czerwono-biało-zielony-biało-czerwono-biały), różniący się jedynie trochę wyglądem odznaki i nigdy nie awansowany do rangi orderu.